# Westwood Studios
Westwood Studios là một nhà phát triển trò chơi điện tử và máy tính, có trụ sở tại Las Vegas, Nevada. Nó được thành lập bởi Brett Sperry và Louis Castle vào năm 1985 như Westwood Associates, và đổi tên thành Westwood Studios khi sáp nhập với Virgin Interactive trong năm 1992. Công ty được mua từ Virgin Interactive bởi Electronic Arts (EA) năm 1998, và đóng cửa cũng bởi EA trong năm 2003.
Westwood được biết đến với việc phát triển loạt trò chơi chiến lược thời gian thực, thể loại phiêu lưu và nhập vai. Họ nhận được một mục trong sách kỉ lục Guinness, vì bán hơn 10 triệu bản Command & Conquer trên toàn thế giới. Electronic Arts tiếp tục phát triển trò chơi dựa trên dòng game Command & Conquer của Westwood.

## Lịch sử

### Các dự án ban đầu
Các dự án đầu tiên của công ty bao gồm hợp đồng làm việc cho các công ty như Epyx và Strategic Simulations, Inc. (SSI), làm tiêu đề cho các hệ thống 8-bit và 16-bit như Commodore Amiga và Atari ST. Tiêu đề gốc đầu tiên của họ là Mars Saga, một trò chơi được phát triển cho Electronic Arts và phát hành năm 1988. Họ đi tiên phong trong thể loại chiến lược thời gian thực với việc phát hành BattleTech: The Crescent Hawk's Revenge, một trong những phiên bản phát triển của trò chơi cổ điển BattleTech. Một trong những công ty đầu tiên của Eye of the Beholder (1990), một trò chơi chiến lược thời gian thực dựa trên giấy phép của Dungeons & Dragons, được phát triển cho SSI. Các nhà xuất bản khác của những trò chơi ban đầu của Westwood bao gồm Infocom và Disney.

### Westwood Studios
Danh hiệu Westwood nổi tiếng xuất hiện từ đầu năm 1990 bao gồm Dune II, The Legend of Kyrandia, và Lands of Lore. Sản phẩm thương mại lớn và thành công nhất của công ty bắt đầu vào năm 1995 với việc phát hành của trò chơi chiến lược thời gian thực Command & Conquer. Xây dựng dựa trên ý tưởng và giao diện trò chơi của Dune II, nó được thêm vào các đoạn đồ họa 3D cho game, thay thế phong cách nhạc pop/rock với các yếu tố kỹ thuật trực tiếp từ đĩa. Command & Conquer, Kyrandia và Lands of Lore tất cả đều tạo ra nhiều phần tiếp theo.
Vào tháng 8 năm 1998, Westwood đã được mua lại bởi Electronic Arts với 122,5 triệu đôla. Vào lúc đó, Westwood đã chiếm 5% đến 6% của thị trường game PC . Trong các phản ứng về việc EA mua lại, nhiều nhân viên lâu năm của Westwood đã từ bỏ và rời khỏi công ty. Bởi vì điều này và nhu cầu mới của EA, các trò chơi đang được phát triển bởi Westwood Studios tại thời điểm đó đã bị hối thúc và bỏ dở khi được phát hành, cụ thể là Command & Conquer: Tiberian Sun . Tất cả các trò chơi tiếp theo được phát triển bởi Westwood cũng bị tăng cường kiểm soát bởi Electronic Arts, với một số bị hủy bỏ.
Cùng với Westwood, EA cũng đã mua lại Virgin Interactive có trụ sở tại Irvine, California . Nó được quản lý bởi Westwood và được biết đến như là Westwood Pacific, và sau đó là EA Pacific. Westwood Pacific tiếp tục phát triển các trò chơi như Nox và Red Alert 2-phần tiếp theo của Command & Conquer: Red Alert, diễn ra trong một vũ trụ khác với Command & Conquer gốc. Một trong những trò chơi cuối cùngt được phát hành bởi Westwood, Command & Conquer: Renegade (một trò chơi hành động, trong đó pha trộn các yếu tố bắn súng góc nhìn người thứ nhất và chiến thuật thời gian thực) đã không đáp ứng được sự mong đợi của người tiêu dùng và các mục tiêu thương mại mà Electronic Arts đã thiết lập cho nó. Vào tháng 3 năm 2003, Westwood Studios (cùng với EA Pacific) đã được thanh lý bởi EA, và tất cả các nhân viên được sáp nhập vào EA Los Angeles. Trò chơi mới nhất của họ là MMORPG Earth & Beyond.
Tại thời điểm thanh lý của nó, Westwood sử dụng một phần ba nhân viên gốc của Westwood Studios, một số trong đó thành lập Petroglyph Games vào tháng 4 năm 2003, cùng với ba người trong số họ (Brett Sperry, Adam Isgreen và Rade Stojsavljevic) hình thành Jet Set Games phát triển trong 2008, cả hai đều có trụ sở tại Las Vegas, Nevada.

## Một số trò chơi được phát triển bởi Westwood
- BattleTech: The Crescent Hawk's Inception (1988)
- BattleTech: The Crescent Hawk's Revenge (1990)
- Blade Runner (1997, trò chơi máy tính phiên bản thích ứng của phim)
- Circuit's Edge (1990, phiên bản thích ứng của tiểu thuyết When Gravity Fails của George Alec Effinger's)
- Dòng game Command & Conquer (1995–2002, lên tới Command & Conquer: Yuri's Revenge và Command & Conquer: Renegade)
- DragonStrike (1990)
- Loạt Dune (1992, 1998, 2001, dựa trên vũ trụ khoa học viễn tưởng Dune của Frank Herbert)
- Dungeons & Dragons: Warriors of the Eternal Sun (1992)
- Earth & Beyond (2002)
- Loạt Eye of the Beholder (1990, 1991, ngoại trừ Assault on Myth Drannor)
- Loạt Lands of Lore (1993–1999)
- Loạt The Legend of Kyrandia (1992, 1993, 1994)
- The Lion King (1994)
- Monopoly (1995)
- Nox (2000)
- Pirates: The Legend of Black Kat (2002)
- Resident Evil (1996, Windows)
- Young Merlin (1994)